# Hotel Côte-Blatin

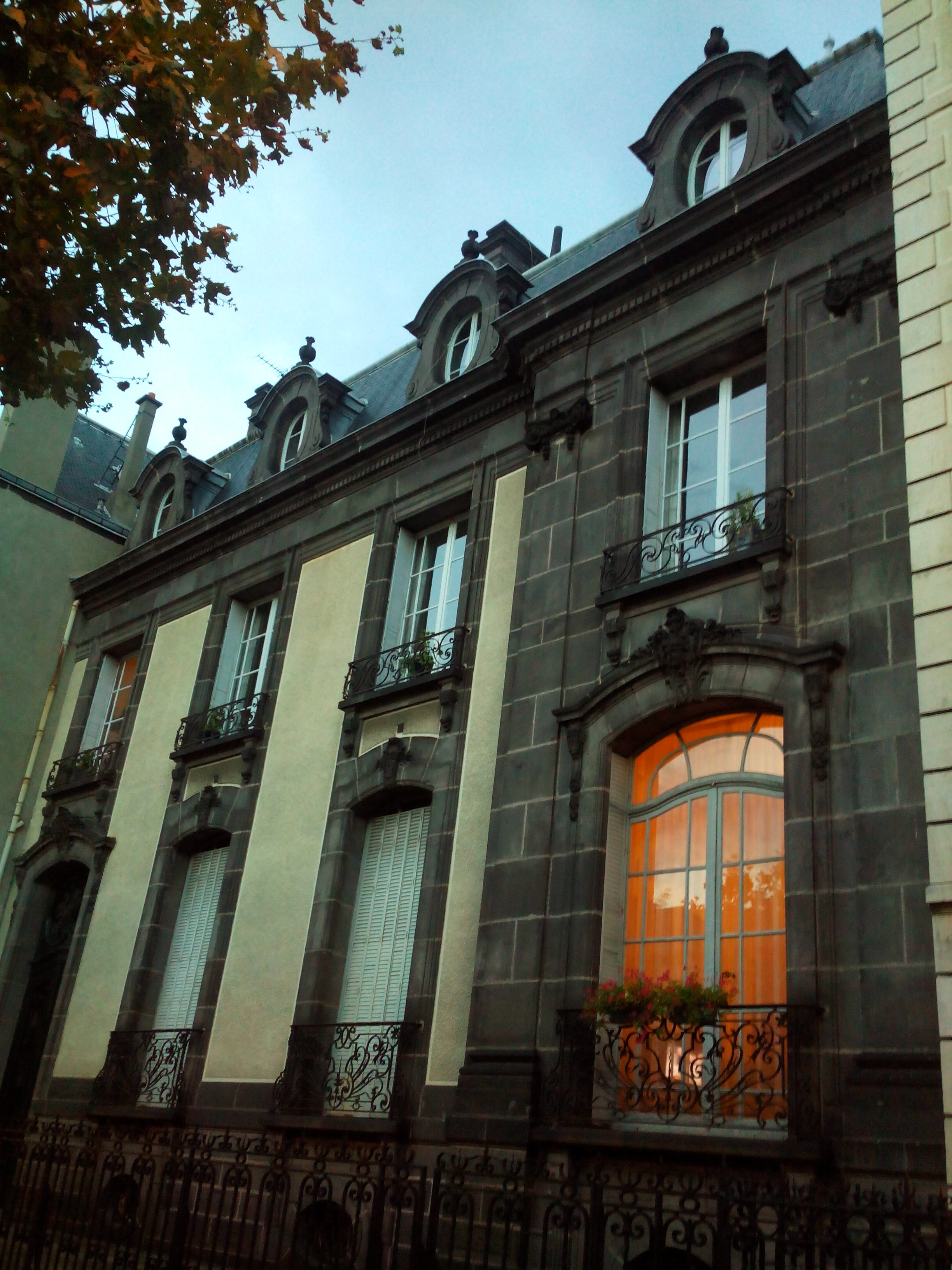
Fachada do Hotel Côte-Blatin em 2013.

O Hotel Côte-Blatin é um hotel particulier histórico em Clermont-Ferrand, na França. Foi construído em 1897 para Joseph Côte, um médico, e foi projectado pelo arquitecto Émile Camut. Está listado como um monumento histórico oficial desde 2010.